# Colin Campbell Crawford Christie
Colin Campbell Crawford Christie (Glasgow, 6 de marzo de 1937 - Bogotá, 31 de mayo de 2007) fue un pastor cristiano de origen escocés quien abandonó su lugar natal para predicar el evangelio en Colombia en una época difícil, estableciendo en Bogotá la Iglesia Filadelfia y otras obras de significación para su vocación evangélica.

## Historia
Colin Crawford nació en Glasgow, Escocia, Reino Unido, el 6 de marzo de 1937, siendo el undécimo hijo de los 12 que finalmente habría en su familia. Falleció el 31 de mayo de 2007 en Santafé de Bogotá.
Cuando tenía 17 años se convirtió al credo cristiano al escuchar el Evangelio, cambiando su vida y destino. Estando en su Escocia natal, escuchó el caso de un joven cristiano protestante de Colombia llamado Carlos Julio Tovar. Este joven fue encarcelado por compartir su credo en Cúcuta y el Magdalena Medio, y como no desistiera de su intento fue muerto a golpes de bayoneta y bastones por parte de algunos agentes de la Policía, quienes arrojaron su cuerpo al río Magdalena.[cita requerida] Impresionado con el relato, Crawford empezó a orar por Colombia, nación que hasta ese entonces era completamente desconocida para él.
Crawford inició su preparación misionera en el Instituto Bíblico de Glasgow, y su destino fue Colombia, a donde llegó el 4 de abril de 1962, a la edad de 25 años. Sus dos primeros años en Colombia los vivió en Pasto, donde enseñaba inglés, mientras aprendía el español. En 1964 llega Crawford a Bogotá donde se radica, con la confianza de que allí podría desarrollar su apostolado. En 1971 contrae matrimonio con Astrid Myriam Fayer, una joven misionera de origen sueco, con quien inician dos años más tarde un ministerio que ha marcado una notable influencia y legado al interior de la Iglesia Cristiana Evangélica de Colombia.
Como pareja de ministros evangélicos y en vista de que la mayoría de las pocas iglesias protestantes establecidas en la ciudad se dirigían a personas y familias de los sectores más pobres de Bogotá, decidieron iniciar su ministerio en el sector de Chapinero, que en esa época era un sector habitado por personas de clases media y alta, fundando la Iglesia Cristiana Filadelfia.
En un principio las reuniones de la Iglesia Filadelfia se realizaron en la propia casa de los Crawford, pero en 1976 el crecimiento de la iglesia fue vertiginoso y pronto marcó un hito en la historia de entonces de las iglesias evangélicas. En este sentido, el ministro Crawford relata que se debió a que recibió el bautizo del Espíritu Santo, responsable del crecimiento.[cita requerida]
Otras obras importantes ocurrieron en 1979 cuando se crea el llamado Instituto Bíblico de Filadelfia, conocido actualmente como Seminario Bíblico Filadelfia; en 1986 se crea el Colegio Filadelfia en la sede central de la iglesia, el Colegio se inició dando clases a los hijos de los miembros de la iglesia y a los hijos de familias de escasos recursos actuando como un colegio social, y posteriormente se creó el Colegio Filadelfia para Sordos. En 1990 se inicia la construcción del Instituto Colombo-Sueco, el cual brinda educación a más de mil quinientos estudiantes de bajos recursos. Al Año 2011 se han graduado 14 promociones de Bachilleres y para el año 2013 se espera tener en el Instituto Colombo Sueco una cobertura de casi dos mil estudiantes.
Entre el 22 y 24 de septiembre de 2023 se celebraron los 50 años de la Iglesia Filadelfia Central.

## Sus creencias
El mensaje evangélico que los Crawford predicaron se centra alrededor de los siguientes principios esenciales:
- Jesús Hijo de Dios, segunda persona de la Trinidad, Salvador y Mediador entre Dios y los Hombres.
- Centrobíblicos, es decir que la enseñanza se debe fundamentar únicamente en la Biblia
- Ordenación mediante la sucesión apostólica
- La libertad del Espíritu Santo en la Adoración
- La visión Misionera
- La visión Social

## Participación en política
A principios de 1990 Colin Crawford renunció a su ciudadanía británica para aspirar a cargos en la escena política del país; obteniendo así en 1992 una curul en el Concejo de Bogotá. Entre 1994 y 1998 obtuvo un escaño en la Cámara de Representantes, donde impulsó la creación de normas que benefician a los enfermos mentales y a los sordos de Colombia, la Federación Nacional de Sordos de Colombia Fenascol lo reconoce como el autor del proyecto de la ley 324 de 1996 (enlace roto disponible en Internet Archive; véase el historial, la primera versión y la última). por la cual se crean algunas normas a favor de la población sorda. En el año 2001 al 2003 fue su última participación política desde el Concejo de Bogotá.

## Libros
- Manual Cristiano
- La Palabra Profética
- Grandes Palabras del Evangelio
- De Egipto a Canaán
- Bautismo en el Espíritu Santo